# 飯塚正人
飯塚 正人（いいづか まさと、1960年9月26日 - ）は、日本の宗教学者。専門はイスラーム学、中東地域研究。神奈川県平塚市生まれ、同県秦野市育ち。
東京外国語大学アジア・アフリカ言語文化研究所教授。

## 学歴
- 1979年3月 - 神奈川県立平塚江南高等学校卒業[1]
- 1985年3月 - 東京大学文学部イスラム学専修課程卒業
- 1988年3月 - 東京大学大学院人文科学研究科修士課程（イスラム学専攻）修了（文学修士の学位を取得）
- 1992年3月 - 東京大学大学院人文科学研究科第1種博士課程単位取得退学

## 職歴
- 1988年4月 - 在エジプト・アラブ共和国日本国大使館専門調査員（～1990年3月）
- 1992年4月 - 東京大学文学部 助手
- 1994年4月 - 東京外国語大学アジア・アフリカ言語文化研究所 助手
- 1998年4月 - 同 助教授
- 2008年10月 - 同 教授

## 研究業績
- 中東から見る世界と日本の中東政策 学芸総合誌環【歴史・環境・ 文明】（雑誌） 21/2005年春 48-53 藤原書店、東京 2005.4.30
- 「ふつうのムスリムを敵に回さないために」『現代思想』臨時増刊号第31巻第5号，青土社，pp.156-161，2003.4.15.
- 「アメリカ一極支配への免疫―中東諸国の無変化に何を読むか」『en-taxi』第2号，扶桑社，pp.91-94，2003.6.27.

## 著書

### 単著
- 『よくわかるイスラム原理主義のしくみ――テロと新しい戦争の深みを読み解く』中経出版、2001年
- 『現代イスラーム思想の源流』山川出版社、2008年